# Emilia Suhonen
Emilia "Emppu" Suhonen, född 15 december 1985 i Helsingfors, är en finländsk gitarrist och soloartist. Hon har bland annat spelat tillsammans med Mira Luoti och poprockbandet Tiktak 1998–2007. I januari 2022 tog hon över rollen som gitarrist i The Rasmus.

## Diskografi

### Solo under namnet Emppu
- "Tää laulu on sun" (2020)
- "Uusia tatuointeja" (2021)

### Album med Tiktak
- Frendit (1999)
- Jotain muuta (2001)
- Ympyrää (2003)
- Hei me soitetaan... oikeesti! (2004)
- Myrskyn edellä (2005)

### Album med Dame
- So Was It Worth Dying For (2006)

### Album med Alavala
- Secret Whale (2012)
- Minuntai (2014)
- Lopullisia alkuja (2016)

### Album med The Rasmus
- Rise (2022)